# Michaela Fuchs (Radsportlerin)
Michaela Fuchs (* 18. Dezember 1969 in Alpirsbach; † 8. Mai 2018) war eine deutsche Behindertensportlerin, die im Paracycling und im Skisport aktiv war. Als Sehbehinderte startete sie im Radsport in Klasse B. Sie war eine „der erfolgreichsten Para-Radsportlerinnen ihrer Zeit“.

## Sportliche Laufbahn
Michaela Fuchs wurde mit der vererblichen Stoffwechselstörung Albinismus geboren, was sich auf ihre Sehkraft auswirkte. Zuletzt war sie mit einer Sehfähigkeit von drei Prozent nahezu blind. Sie wuchs mit zwei Geschwistern im Schwarzwald auf einem Bauernhof auf. Ihre Eltern hatten Probleme, mit ihrer Behinderung umzugehen und überließen die Tochter sich selbst, weshalb diese schon früh lernen musste, sich allein durchzusetzen. Dafür entdeckte sie als Jugendliche den Sport.
Sie begann ihre sportliche Karriere als Skilangläuferin mit einem Begleitläufer. Im Alter von 18 Jahren trat sie bei den Winter-Paralympics 1988 in Innsbruck bei ihrem ersten internationalen Wettkampf an. Bei den Winter-Paralympics 1994 im norwegischen Lillehammer errang sie in der Staffel mit Martina Willing und Susanne Ischinger Silber im Biathlon.
Von 1994 bis 2004 feierte Fuchs auch als Radsportlerin auf Bahn und Straße nationale und internationale Erfolge. So errang sie im Jahre 2000 auf dem Tandem bei den Sommer-Paralympics in Sydney drei Medaillen: Gold im Sprint und Silber im Zeitfahren gemeinsam mit Pilot Jan Ratzke auf der Bahn sowie Silber mit Eva Fünfgeld im Zeitfahren auf der Straße. 2003 endete ihre Erfolgsserie mit Ratzke, als vom Internationalen Paralympischen Komitee beschlossen wurde, keine geschlechtlich gemischten Tandems mehr an den Start gehen zu lassen. Anschließend fand Fuchs keine Partnerin, mit der sie harmonierte.
Zwischen 1996 und 2007 wurde Michaela Fuchs zudem mit Jan Ratzke und verschiedenen Pilotinnen mehrfach deutsche Radsportmeisterin auf Bahn und Straße.
Bei der Schlussfeier der Sommer-Paralympics 2000 trug Michaela Fuchs die Fahne der deutschen Mannschaft. Im selben Jahr belegte sie bei der Wahl zur Sportlerin des Jahres Rang zehn, zeigte sich aber verärgert: „Die Paralympics wurden mit keinem Wort erwähnt. Wir Behinderte saßen alle in einem Block im Studio, es war total kalt in unserer Ecke, und die Kamera versperrte uns die Sicht.“
Michaela Fuchs starb 2018 im Alter von 48 Jahren.

## Privates und Berufliches
Michaela Fuchs besucht ein Internat für Sehbehinderte und Blinde und machte den Hauptschulabschluss. Auf einer Regelschule erreichte sie die Mittlere Reife und begann eine Ausbildung zur Erzieherin. Um das Abitur zu machen, zog sie nach Berlin und besuchte dort das Charlotte-Wolff-Kolleg, anschließend machte sie eine Ausbildung zur Heilpädagogin und schließlich eine zur Reittherapeutin.
Im Sommer 2009 ritt Fuchs auf ihrem Appaloosa-Wallach Diamond und mit ihrem Blindenhund Rex in 30 Tagen die 800 Kilometer lange Strecke von ihrem Heimatort Rötenberg nach Berlin. Damit sie sich nicht verirrte, hatte sie ein Navigationsgerät bei sich, das ihr über Sprachbefehle die Richtung wies.

## Erfolge

### Radsport

#### Bahn
1998
- Weltmeisterschaft – 1000-Meter-Zeitfahren (mit Jan Ratzke)
- Weltmeisterschaft – Sprint (mit Jan Ratzke)

1999
- Europameister – Sprint, 1000-Meter-Zeitfahren (mit Jan Ratzke)

2000
- Paralympicssiegerin Sprint – Mixed Tandem (mit Jan Ratzke)
- Paralympics 1000-Meter-Zeitfahren – Mixed Tandem (mit Jan Ratzke)

- Europameister – Sprint Zeitfahren (mit Jan Ratzke)
- Europameister – 1000 m Zeitfahren (mit Jan Ratzke)

2002
- Weltmeisterschaft – Sprint (mit Jan Ratzke)
- Weltmeisterschaft – 1000-Meter-Zeitfahren (mit Jan Ratzke)

### Straße
2000
- Paralympics 1000-Meter-Zeitfahren – Mixed Tandem (mit Eva Fünfgeld)

2002
- Weltmeisterschaft – Zeitfahren (mit Andreas Kalfack)
- Weltmeisterschaft – Straßenrennen (mit Andreas Kalfack)

### Ski
1994
- Paralympics Biathlon-Staffel